# Chen Szu-yuan
Chen Szu-yuan (陳詩園T, 陈诗园S, Chén ShīyuánP; 7 febbraio 1981) è un arciere taiwanese.

## Palmarès

### Olimpiadi
- 1 medaglia:
  - 1 argento (Atene 2004 a squadre)

### Giochi asiatici
- 1 medaglia:
  - 1 argento (Doha 2006 a squadre)